# Elecciones estatales de Nuevo León de 1985
Las elecciones estatales de Nuevo León de 1985 se llevaron a cabo el domingo 7 de julio de 1985, simultáneamente con las Elecciones federales, en ellas se renovaron los siguientes cargos de elección popular en el estado mexicano de Nuevo León:
- Gobernador de Nuevo León. Titular del Poder Ejecutivo del estado, electo para un periodo de seis años no reelegibles en ningún caso, el candidato electo fue Jorge Treviño Martínez.
- 51 Ayuntamientos: Compuestos por un Presidente Municipal y regidores, electos para un periodo de tres años no reelegibles de manera inmediata.
- Diputados al Congreso del Estado: Electos de manera directa por cada uno de los distritos electorales.

## Resultados electorales

### Gobernador
|  | 65.1 % |

|  | 23.5 % |

|  | 5.0 % |

|  | 3.4 % |

|  | 2.6 % |

|  | 0.4 % |

### Municipios
|  | 80.6 % |

|  | 18.3 % |

|  | 0.7 % |

|  | 0.3 % |

|  | 0.1 % |

|  | 0.0 % |

#### Ayuntamiento de Monterrey
- Luis Marcelino Farías  Hecho

#### Ayuntamiento de San Nicolás de los Garza
- Roberto Campos Alonso  Hecho

#### Ayuntamiento de San Pedro Garza García
- Roberto Campos Alonso  Hecho

#### Ayuntamiento de General Escobedo
- Leonel Chávez Rangel  Hecho

#### Ayuntamiento de Santa Catarina
- Mario Salazar Salazar  Hecho

#### Ayuntamiento de Doctor Arroyo
- Alfonsa Castillo Muñiz  Hecho

#### Ayuntamiento de Mier y Noriega
- Amado Estrada Mendoza  Hecho

#### Ayuntamiento de Linares
- Ricardo Cantú Díaz  Hecho